# Onthophagus minutus
Onthophagus minutus là một loài bọ cánh cứng trong họ Bọ hung (Scarabaeidae).